# XXVI edició de la Mostra de València
La XXVI edició de la Mostra de València, coneguda oficialment com a XXVI Mostra de València - Cinema del Mediterrani, va tenir lloc entre el 13 i el 20 d'octubre de 2005 a València. El març de 2005 el director de la Mostra, José Antonio Escrivá, fou acusat d'irregularitats i el maig va dimitir. Fou nomenat nou director el també director de cinema Joan Piquer i Simón, qui va retardar l'edició novament fins a octubre.

## Desenvolupament
Les projeccions es tornen fer als Cines UGC de Campanar (València). Es van projectar un total de 145 pel·lícules, de les que 57 (el 39 %) no són de països mediterranis: 12 a la secció oficial, 13 a la secció informativa, 12 a la secció "Desastres de la Guerra" (LX aniversari de la fi de la II Guerra Mundial)", 7 de la secció "En un lugar de la Mostra" (homenatge al IV Centenari del Quixot), 7 del cicle de la República Txeca, 6 del la secció Fantastic Fantasy, 7 a la secció "Cine íntimo", 4 en l'homenatge a Amparo Baró, 4 en l'homenatge a Elisa Ramírez, 5 en l'homenatge a Arturo Fernández, 4 en l'homenatge a Miguel Mihura, 4 en l'homenatge a Rafael Rivelles, 5 en l'homenatge a Jean Renoir, 2 en l'homenatge a Yoshihiro Nakamura, 33 de la Mostra Cinema Valencià, 15 en la Mostra Mar i 6 a la Mostreta. El cartell d'aquesta edició seria fet per Serafín Mesa i el pressupost fou de 1.550.000 euros.
La gala d'inauguració va tenir lloc al Palau de la Música de València. Fou presentada per Lola Johnson i es va homenatjar Rafael Rivelles a través de la seva filla, Amparo Rivelles. Les estrelles convidades foren Andie MacDowell i Leslie Caron, i van rebre la Palmera d'Honor Amparo Baró, Arturo Fernández i Elisa Ramírez.

## Pel·lícules exhibides

### Secció oficial
- Viva Laldjérie de Nadir Moknèche
- Predmestje de Vinko Möderndorfer
- Agapi sta 16 de Kostas Haralambous
- Medurat Ha-Shevet de Joseph Cedar
- Dunia de Jocelyne Saab
- Provincia meccanica de Stefano Mordini
- Golemata voda d'Ivo Trajkov
- Le Grand Voyage de Ismaël Ferroukhi
- Odete de João Pedro Rodrigues
- Jesen stiže, dunjo moja de Ljubiša Samardžić
- Bal al-Makam de Mohamed Malas
- Le Prince de Mohamed Zran

### Secció informativa
- Baheb el cima d'Osama Fawzy
- Ta divna splitska noć d'Arsen Anton Ostojić
- Travaux, on sait quand ça commence... de Brigitte Roüan
- Metallic Blues de Danny Verete
- Il silenzio dell'allodola de David Ballerini

## Jurat
Fou nomenada presidenta del jurat l'actriu espanyola Victoria Vera i la resta del tribunal va estar format per l'actor portoriqueny Andrés Alexis Fernández, el productor austríac Josef Koschier, el director polonès Wiktor Grodecki, el programador tunisià Walid Zaïne, i el sociòleg italià Giuseppe Massaro.

## Premis
- Palmera d'Or (30.000 euros): Golemata voda d'Ivo Trajkov [8][9]
- Palmera de Plata (18.030 euros): Le Grand Voyage de Ismaël Ferroukhi
- Palmera de Bronze (6.010 euros): Viva Laldjérie de Nadir Moknèche
- Premi Pierre Kast al millor guió: Mohamed Malas i Ahmed Attia per Bal al-Makam de Mohamed Malas
- Premi a la millor interpretació femenina: Hani Furstenberg per Medurat Ha-Shevet de Joseph Cedar
- Premi a la millor interpretació masculina: Nicolas Cazalé i Mohammed Majd per Le Grand Voyage de Ismaël Ferroukhi
- Menció a la millor banda sonora: Kiril Džajkovski per Golemata voda d'Ivo Trajkov
- Menció a la millor fotografia: Sulejman Medenčević per Golemata voda d'Ivo Trajkov
- Premi del Public: Simon de Eddy Terstall
- Premi al millor llargmetratge i millor director de Mostra Cinema Valencià: Aigua amb sal de Pedro Pérez Rosado.
- Premi al millor telefilm de Mostra Cinema Valencià: Camp de maduixes de Carles Pastor.
- Premi a la millor actriu de Mostra Cinema Valencià: Rosana Pastor per A ras de suelo de Carles Pastor.
- Premi al millor actor de Mostra Cinema Valencià: Carmelo Gómez per Síndrome laboral de Sigfrid Monleón.
- Premi al millor guió de Mostra Cinema Valencià: Síndrome laboral de Sigfrid Monleón.
- Premi al millor documental de Mostra Cinema Valencià: 
  - Más allá de la alambrada de Pau Vergara.
  - Neruda paralelo 38º sur de María Martín
- Premi a la millor fotografia de Mostra Cinema Valencià: José Vicente Uladel per Cavanilles, la història del paisatge, de Baptiste Miquel